# Licaria brittoniana
Licaria brittoniana là loài thực vật có hoa trong họ Nguyệt quế. Loài này được C.K. Allen & L.E. Greg. miêu tả khoa học đầu tiên năm 1951.